# Ormosia officiosa
Ormosia officiosa är en tvåvingeart som beskrevs av Alexander 1936. Ormosia officiosa ingår i släktet Ormosia och familjen småharkrankar. Inga underarter finns listade i Catalogue of Life.